# Elecciones parlamentarias de Estonia de 1923
Las elecciones parlamentarias de Estonia de 1923 se celebraron entre el 5 y el 7 de mayo de ese año. 

## Historia
Algunas listas, especialmente las comunistas, fueron declaradas nulas antes de las elecciones debido a violaciones de la ley electoral, y los resultados dieron a Estonia el parlamento más fragmentado de su historia.

## Resultados
| Partido                            | Partido                                                        | Votos   | %      | Escaños | +/–   |
| ---------------------------------- | -------------------------------------------------------------- | ------- | ------ | ------- | ----- |
|                                    | Asambleas de Granjeros                                         | 99.226  | 21,57  | 23      | +2    |
|                                    | Partido Socialdemócrata Obrero Estonio                         | 64.297  | 13,98  | 15      | -3    |
|                                    | Partido Laborista de Estonia                                   | 51.674  | 11,23  | 12      | -10   |
|                                    | Frente Unido de Trabajadores                                   | 43.711  | 9,50   | 10      | +5    |
|                                    | Partido Popular Estonio                                        | 34.646  | 7,53   | 8       | -2    |
|                                    | Partido Popular Cristiano                                      | 33.700  | 7,32   | 8       | +1    |
|                                    | Partido Socialista Obrero Independiente                        | 21.704  | 4,72   | 5       | -6    |
|                                    | Partido Nacional Liberal                                       | 20.670  | 4,49   | 4       | Nuevo |
|                                    | Unión Nacional Rusa                                            | 18.829  | 4,09   | 4       | +3    |
|                                    | Partido de los Colonos                                         | 17.266  | 3,75   | 4       | Nuevo |
|                                    | Partido Balto-Alemán                                           | 15.950  | 3,47   | 3       | -1    |
|                                    | Partido de los Terratenientes                                  | 9.967   | 2,17   | 2       | Nuevo |
|                                    | Unión de Tenedores                                             | 6.130   | 1,33   | 1       | Nuevo |
|                                    | Unión de Soldados Desmovilizados                               | 5.670   | 1,23   | 1       | Nuevo |
|                                    | Unión del Pueblo Trabajador                                    | 3.996   | 0,87   | 0       | Nuevo |
|                                    | Liga del Pueblo Sueco                                          | 3.600   | 0,78   | 0       | Nuevo |
|                                    | Pequeños agricultores de Saaremaa                              | 2.496   | 0,54   | 0       | Nuevo |
|                                    | Grupo Económico                                                | 2.214   | 0,48   | 0       | –1    |
|                                    | Grupo Seto-Ingrio                                              | 1.514   | 0,33   | 0       | Nuevo |
|                                    | Pequeños agricultores, colonos, trabajadores rurales y urbanos | 832     | 0,18   | 0       | Nuevo |
|                                    | Unión del Pueblo Rural                                         | 704     | 0,15   | 0       | Nuevo |
|                                    | Pequeños agricultores setos                                    | 639     | 0,14   | 0       | Nuevo |
|                                    | Colonos y arrendatarios estatales                              | 475     | 0,10   | 0       | Nuevo |
|                                    | Partido de los Nacionalistas                                   | 175     | 0,04   | 0       | Nuevo |
| Total                              | Total                                                          | 460.085 | 100.00 | 100     | 0     |
|                                    |                                                                |         |        |         |       |
| Votos válidos                      | Votos válidos                                                  | 460.085 | 96,40  |         |       |
| Votos inválidos/ en blanco         | Votos inválidos/ en blanco                                     | 17.199  | 3,60   |         |       |
| Votos totales                      | Votos totales                                                  | 477.284 | 100,00 |         |       |
| Votantes registrados/participación | Votantes registrados/participación                             | 702.542 | 67,94  |         |       |
| Fuente: Nohlen & Stöver            |                                                                |         |        |         |       |